# Mánd, Szabolcs-Szatmár-Bereg
Mánd  este un sat în districtul Fehérgyarmat, județul Szabolcs-Szatmár-Bereg, Ungaria, având o populație de 266 de locuitori (2011). 

## Demografie
Componența etnică a satului Mánd
     Maghiari (97,58%)
     Romi (2,42%)
Componența confesională a satului Mánd
     Reformați (74,81%)
     Fără religie (9,4%)
     Romano-catolici (3,76%)
     Greco-catolici (2,63%)
     Necunoscută (9,4%)
Conform recensământului din 2011, satul Mánd avea 266 de locuitori. Din punct de vedere etnic, majoritatea locuitorilor (97,58%) erau maghiari, cu o minoritate de romi (2,42%).  Din punct de vedere confesional, majoritatea locuitorilor (74,81%) erau reformați, existând și minorități de persoane fără religie (9,4%), romano-catolici (3,76%) și greco-catolici (2,63%). Pentru 9,4% din locuitori nu este cunoscută apartenența confesională.